# Mesjwesj
De Mesjwesj (in Egyptische bronnen vaak afgekort als Ma) waren een Berberse stam afkomstig uit het gebied ten westen van de Nijldelta. Volgens Egyptische bronnen was dit het land van de Tehenoe en de Liboe.
Gedurende de 19e en 20e dynastieën waren de Mesjwesj vrijwel voortdurend in strijd met Egypte. Tijdens de late 21e dynastie kwamen steeds grotere aantallen Mesjwesj zich vestigen in de westelijke delta. Volgens de Stele van Pasenhor waren de vorsten van de Mesjwesj en de 22e dynastie de nakomelingen van Boejoewawa de Tehenoe.
Sommige geleerden identificeerden de Meswesj met de Mazyes van Hekataios van Milete en de Maxyes van Herodotus, en de Mazaces en Mazax uit Romeinse bronnen.

## Geschiedenis
Teksten uit de 18e dynastie noemen de Mesjwesj als leveranciers van runderen voor het paleis van Amenhotep III te Malkata.
Gedurende de Ramessidische periode waren de Oude Egyptenaren voortdurend in conflict met hun westelijke buren. Reliefs te Karnak uit de regeringsperiode van Seti I tonen de koning in gevecht met de Tehenoe. Zijn opvolger Ramses II bouwde een serie van verdedigingswerken in het kustgebied tot Marsa Matruh in het westen, onder andere bij El Alamein en Zawiyet Umm el-Rakham. Dit geeft aan dat er een serieuze dreiging vanuit het westen was. Meerdere teksten spreken van Ramses' overwinningen op de westelijke vijanden; de Mesjwesj worden hier echter niet specifiek genoemd. Onder zijn zoon Merenptah was er een invasie van de Liboe in de westelijke delta, waarbij ook de Mesjwesj en de Zeevolken betrokken waren. Merenptah verklaarde "9.100 zwaarden van de Meswesj" veroverd te hebben. Een verslag hiervan vindt men op de Stele van Merenptah.
Zo'n 25 jaar later, in de regeringsjaren 5 en 11 van Ramses III waren er opnieuw aanvallen van de Mesjwesj. Ramses III verklaarde de Mesjwesj overwonnen te hebben en liet ze in militaire nederzettingen in Midden-Egypte vestigen om hen als soldaten te kunnen gebruiken en aan de Egyptische cultuur aan te laten passen. Een tekst uit de derde tussenperiode noemt ten minste vijf "forten van de Mesjwesj" nabij Herakleopolis Magna.
Ondanks deze gedeeltelijke inlijving vermelden gedurende de 20e dynastie meerdere teksten aanvallen van de Mesjwesj. Zelfs de arbeiders van Deir el-Medina moesten schuilen in de tempels van Medinet Habu.
Met Osorkon de Oudere kwam een Mesjwesj op de Egyptische troon. Na een interregnum van 38 jaar waarin de inheemse Egyptische faraos Siamoen en Psoesennes II regeerden kwamen met Sjosjenq I en de 22e dynastie de Mesjwesj te heersen over Egypte.